# Revue de Belgique
De Revue de Belgique was een Belgisch Franstalig tijdschrift (1869-1914) dat bekendheid kreeg in de eerste helft van de 20e eeuw.
Het letterkundig en historisch tijdschrift speelde een rol in de Waalse Beweging, die ontstond als reactie op de Vlaamse Beweging. Onder meer in dit tijdschrift publiceerde Jules Destrée zijn befaamde brief aan de koning der Belgen, "Sire, er zijn geen Belgen", in 1912.